# Багно (Лодзинське воєводство)
Багно (пол. Bagno) — село в Польщі, у гміні Розпша Пйотрковського повіту Лодзинського воєводства.
Населення — 110 осіб (2011).
У 1975-1998 роках село належало до Пйотрковського воєводства.

## Демографія
Демографічна структура станом на 31 березня 2011 року:
|          | Загалом | Допрацездатний вік | Працездатний вік | Постпрацездатний вік |
| -------- | ------- | ------------------ | ---------------- | -------------------- |
| Чоловіки | 56      | 13                 | 39               | 4                    |
| Жінки    | 54      | 12                 | 29               | 13                   |
| Разом    | 110     | 25                 | 68               | 17                   |